# トヨタ車体

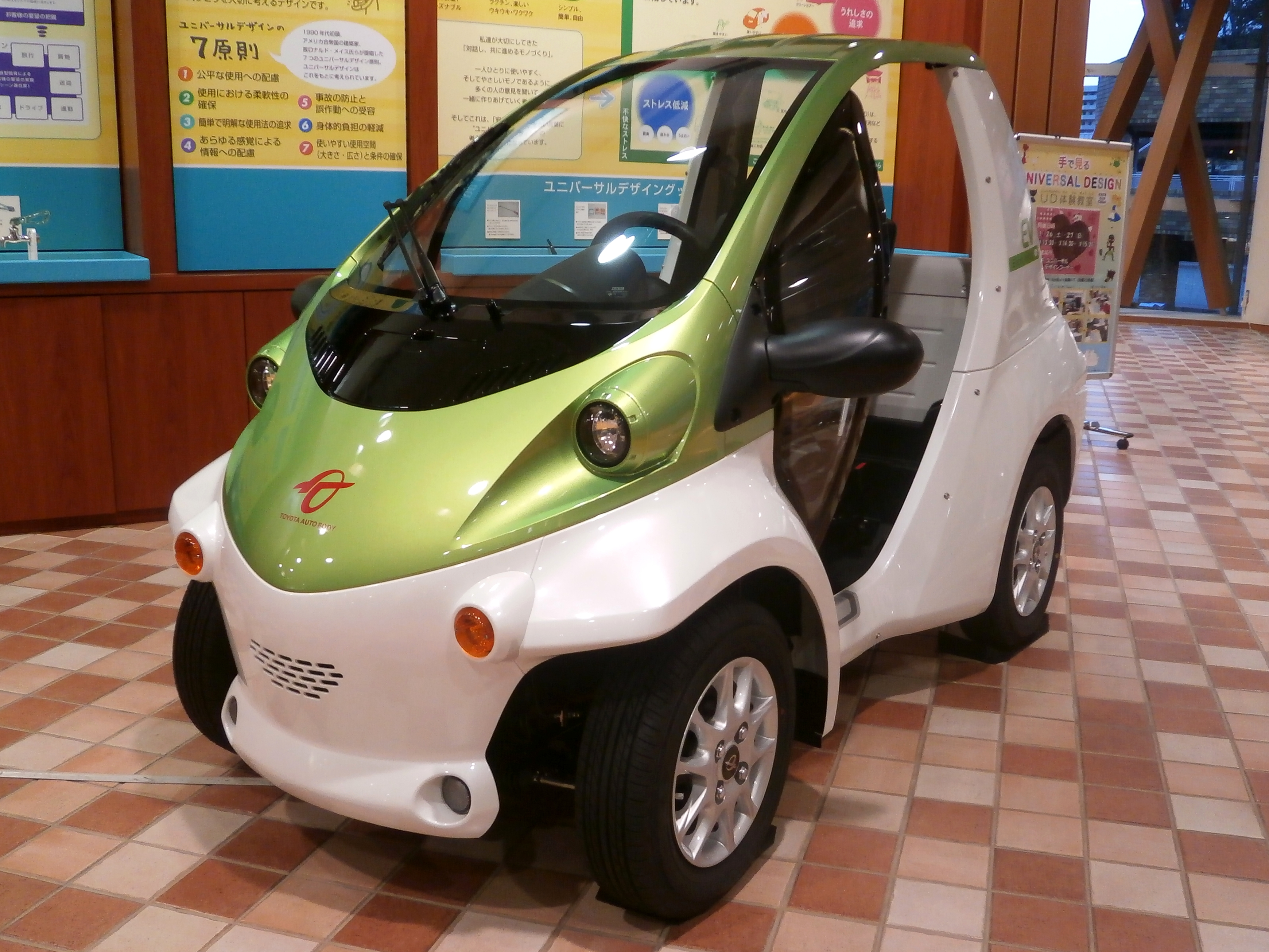
トヨタ車体が製造する「コムス」

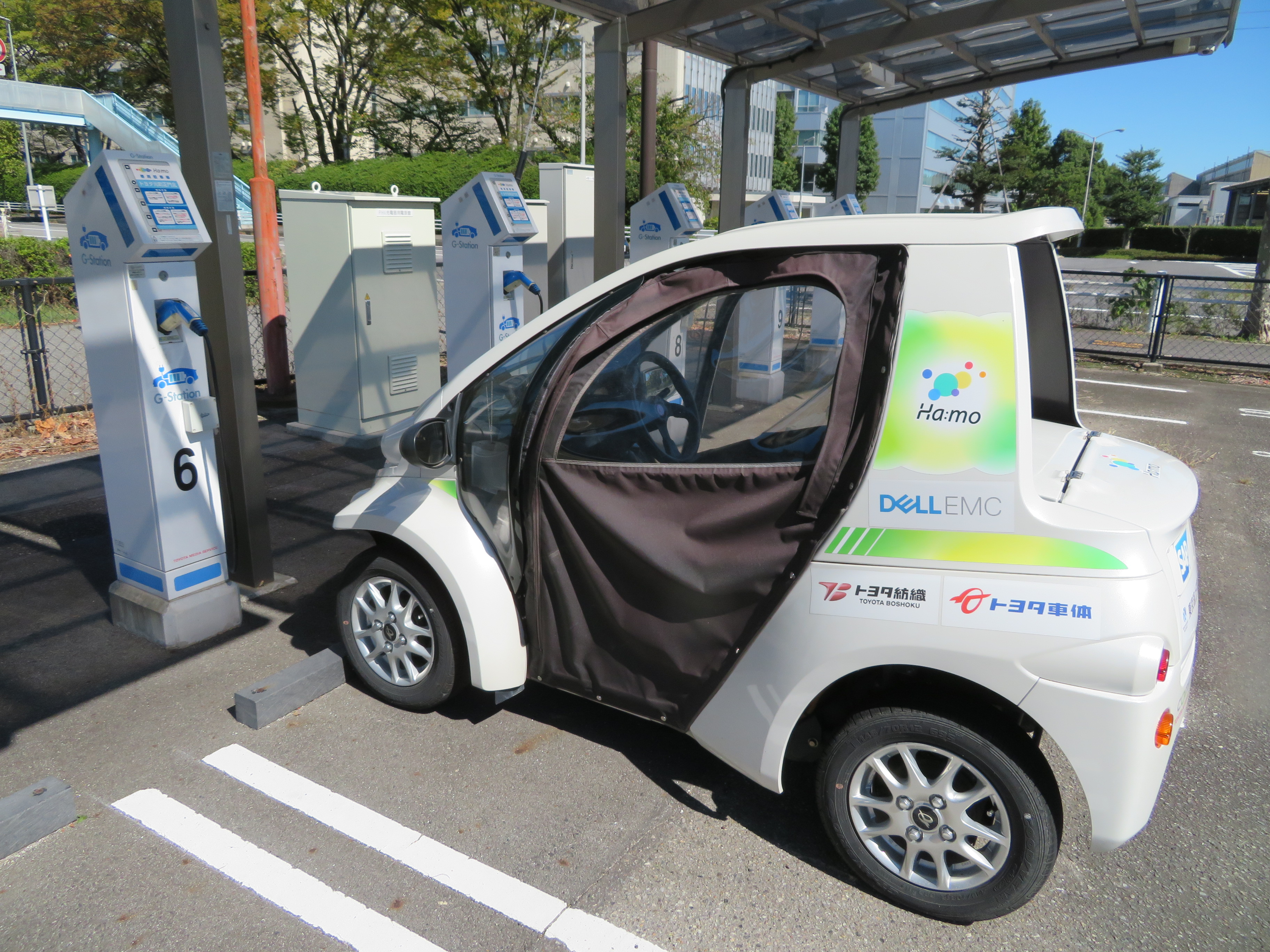
「コムス」のステーション（トヨタ自動車元町工場付近）

トヨタ車体株式会社（トヨタしゃたい、英: TOYOTA AUTO BODY CO.,LTD.）は、主にミニバン、商用車、スポーツ・ユーティリティ・ビークル（SUV）を製造する日本の自動車メーカーである。トヨタ自動車の完全子会社であり、トヨタグループ13社のひとつ。トヨタグループ内では「TY」の略称で表記される。
本社は愛知県刈谷市一里山町にあり、同敷地内に富士松工場がある。

## 概要
トラックボディの専門メーカーとしてトヨタ自動車工業（当時）から1945年に分離独立し発足。2004年（平成16年）には当社と同じくトヨタ系列であったアラコの車両組立事業と統合した（現・吉原工場）。2012年1月よりトヨタ自動車の完全子会社。現在はトヨタ車のミニバン、商用車、SUV、マイクロバスなどの企画、開発から生産までを手掛ける完成車メーカーとなっている。
その他、福祉車両（ウェルキャブ）や特装車、超小型電気自動車(EV)、燃料電池自動車「MIRAI」向け燃料電池スタック部品の開発、生産なども手掛けている。特に、アラコの「エブリデーコムス」を引き継いだ超小型EV「コムス」はトヨタ車体独自ブランドとして展開している。

## 沿革
- 1945年（昭和20年）
  - 8月 - トヨタ自動車工業から刈谷工場が分離独立し、トラックボディ専門のトヨタ車体工業株式会社として発足[4]。
  - 12月 - 商号を刈谷車体株式会社に変更[4]
- 1947年（昭和22年） - 荒川鈑金工業株式会社が設立される（旧アラコ）[5]。
- 1953年（昭和28年） - 商号を現在のトヨタ車体株式会社に変更[5]。
- 1960年（昭和35年） - 寿工場操業開始（旧アラコ）[5]。
- 1962年（昭和37年） - 吉原工場操業開始（旧アラコ）[5]。
- 1964年（昭和39年） - 富士松工場操業開始[5]。
- 1974年（昭和49年） - エース産業株式会社を設立。
- 1988年（昭和63年） - タイにタイオートワークス株式会社を設立（現・トヨタオートワークス株式会社）。
- 1990年（平成2年） - 株式会社トヨタ車体研究所を設立[5]。
- 1992年（平成4年） - トヨタ車体精工株式会社を設立。
- 1993年（平成5年） - いなべ工場操業開始[5]。
- 1995年（平成7年） - インドネシアにスギティークリエーティブス株式会社を設立。
- 1997年（平成9年） - 台湾に春翔欣業株式会社を設立。
- 2004年（平成16年）
  - 1月 - タイにタイオートコンバージョン株式会社を設立。
  - 10月 - アラコ株式会社の車両事業と統合[5]。
- 2005年（平成17年）
  - 1月 - トヨタ・チーム・アラコ（TTAR）の後を継ぎ、チーム・ランドクルーザー・トヨタ・オートボデー（TLC）としてダカールラリーに参戦
  - 9月 - インドネシアにトヨタオートボデートーカイエクストゥルージョン株式会社を設立。
  - 11月 - マレーシアにトヨタオートボデーマレーシア株式会社を設立。
- 2007年（平成19年）
  - 8月 - アメリカ合衆国にオートパーツマニュファクチャリングミシシッピ株式会社を設立。
  - 10月 - 岐阜車体工業を完全子会社化。
- 2012年（平成24年） 
  - 1月 - トヨタ自動車の完全子会社となる。
  - 7月 - 1人乗り超小型電動自動車コムスをフルモデルチェンジして発売[5][6][注釈 1]。
  - 12月 - タイ子会社のトヨタオートワークスにてハイエース、インドネシア子会社のスギティークリエーティブスにてNAV1（日本名ノア）の車両生産を開始。
- 2013年（平成25年）
  - 2月 - インドネシアにレジンプラッティングテクノロジー株式会社を関東化成工業との合弁で設立。

## 歴代社長
- 豊田喜一郎（初代、1945年）[5]
- 豊田平吉（1945年 - 1949年）
- 立松巌
- 堤穎雄（1971年 - 1979年）
- 尾藤三郎（ - 1995年）
- 飯島彰（1995年 - 2000年）
- 久保地理介（2000年 - 2005年）
- 水嶋敏夫（2005年 - 2010年）
- 網岡卓二（2010年 - 2014年）[8]
- 岩瀬隆広（2014年 - 2016年）[9]
- 増井敬二（2016年 - 2023年）[10]
- 松尾勝博（2023年 - ）[11]

## 拠点
- 本社・富士松工場 （愛知県刈谷市）

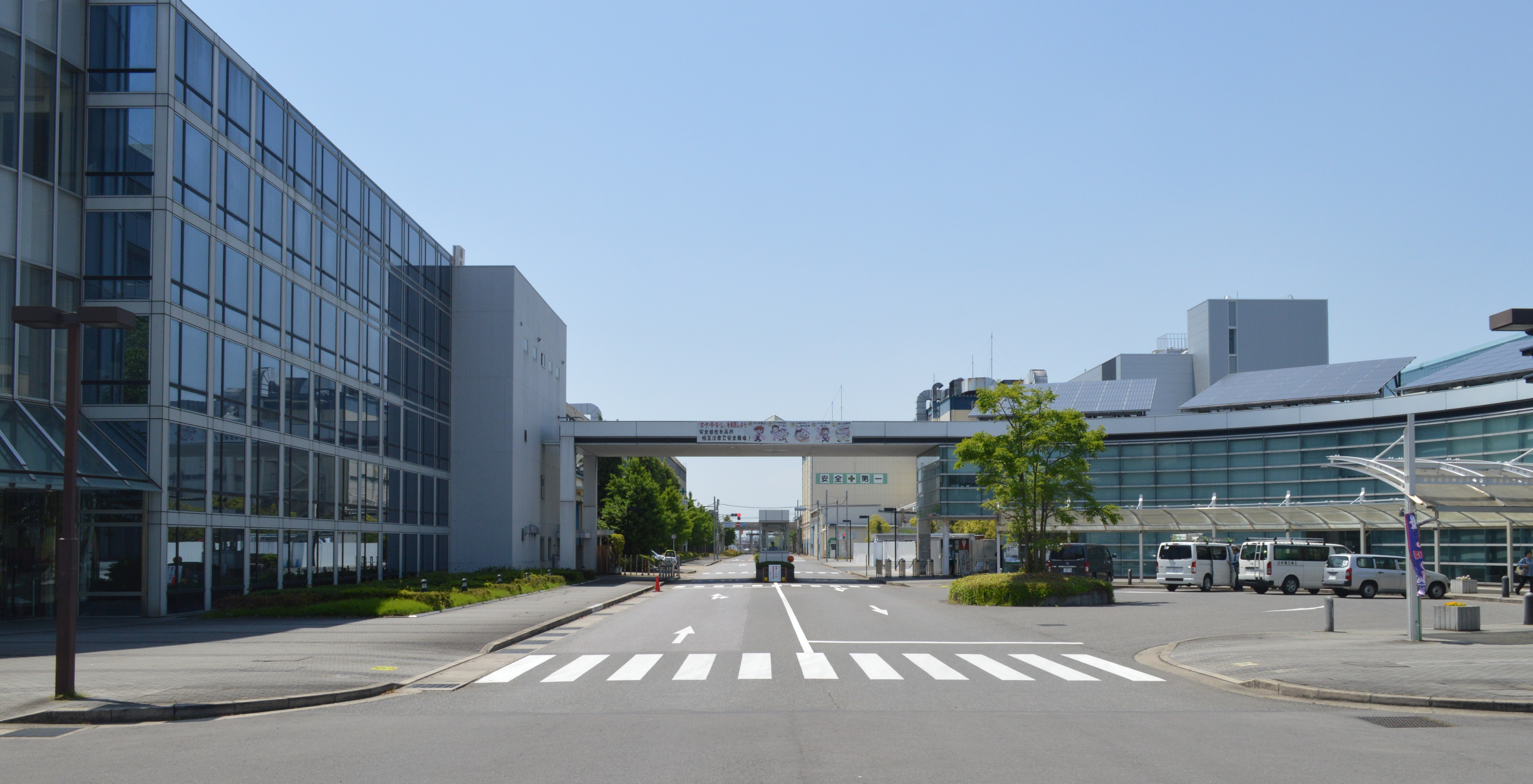
富士松工場正門

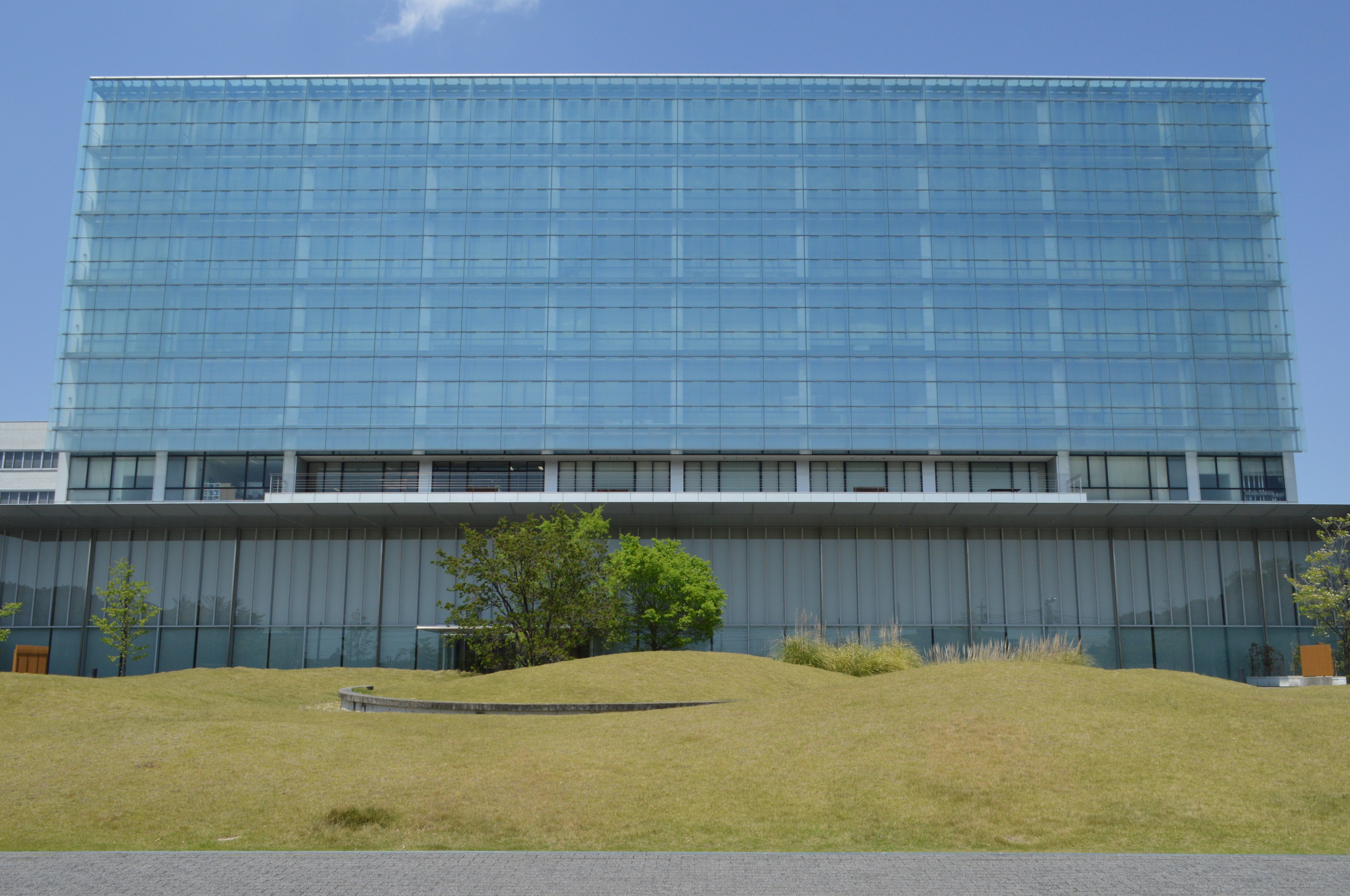
開発センター（本社・富士松工場内）

  - 生産車種 - ヴォクシー、ノア、ランドクルーザー（70系ピックアップ）、スズキ・ランディ（ノアのOEM車種）
- いなべ工場 （三重県いなべ市）
  - 生産車種 - アルファード、ヴェルファイア、レクサス・LM、ハイエース（バン・DX）、マツダ・ボンゴブローニイ（ハイエースのOEM車種）
- 吉原工場 （愛知県豊田市）
  - 生産車種 - レクサス・LX、ランドクルーザー（300系）、ランドクルーザー（70系バン）
- 刈谷工場 （愛知県刈谷市）
  - コムス（超小型電気自動車）、ウェルキャブ（福祉車両）等の生産等
- 寿　新規開発センター （愛知県豊田市）

### 専門店
- CARGO BASE
  - 商用車専門店。トヨタモビリティ東京深川店の中に入居。
- ランクルBASE
  - 本社に隣接しているランドクルーザーシリーズの修理、点検、車検、カスタマイズ及びグッズ販売等を行う専門店。元々は当社運営だったが、2025年2月からは親会社のトヨタ自動車運営になった。

## 関連会社

### 国内
- 株式会社東海特装車（愛知県安城市）
- エース産業株式会社（愛知県刈谷市）
- 株式会社トヨタ車体研究所（鹿児島県霧島市）
- トヨタ車体精工株式会社（愛知県高浜市）
- 東海部品工業株式会社（愛知県刈谷市）
- 岐阜車体工業株式会社（岐阜県各務原市）

- 株式会社エル・エス・コーポレーション（愛知県刈谷市）
- TABMEC株式会社（愛知県刈谷市）
- 株式会社イナテック（三重県いなべ市）
- ライフクリエイション株式会社（愛知県豊田市）
- 株式会社ライフサポート（愛知県安城市）

### 海外
- スギティークリエーティブス株式会社（インドネシア）
- 春翔欣業株式会社（台湾）
- タイオートコンバージョン株式会社（タイ）
- トヨタオートボデートーカイ エクストゥルージョン株式会社（インドネシア）
- トヨタオートボデーマレーシア株式会社（マレーシア）

- トヨタオートワークス株式会社（タイ）
- オートパーツマニュファクチャリングミシシッピ株式会社（アメリカ合衆国）
- 嘉興豊実福祉汽車部件有限公司（中華人民共和国）
- レジンプラッティングテクノロジー株式会社（インドネシア）

## ダカール・ラリー

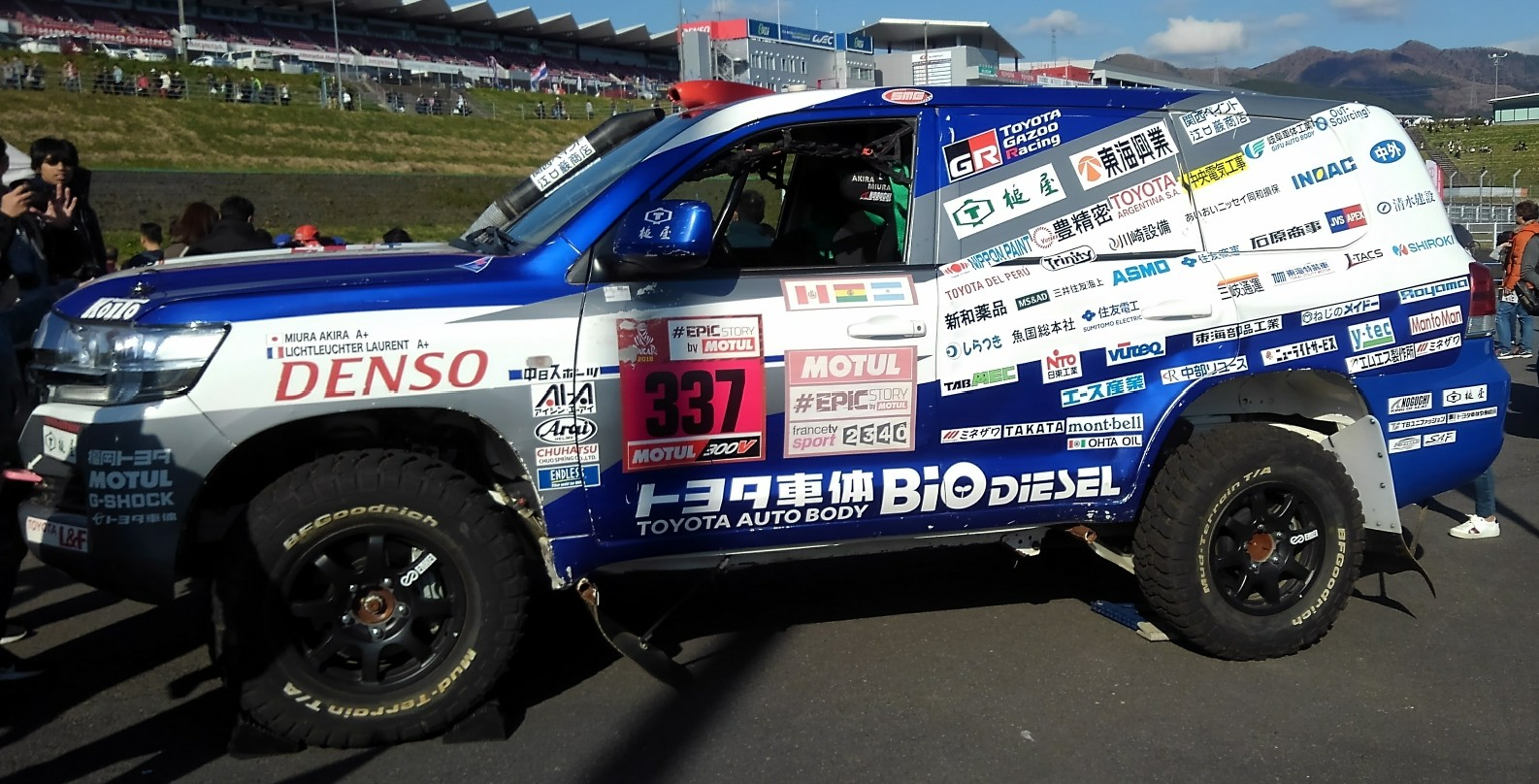
2018年ダカールで部門優勝を収めたランドクルーザー

同社は旧アラコの「Toyota Team ARaco」（トヨタ・チーム・アラコ、TTAR）時代に引き続き、ランドクルーザーを用いて「Team Land Cruiser TOYOTA AUTO BODY」（TLC）としてダカール・ラリーへの参戦を継続している。市販車部門ディーゼルクラスにおいて2005年 - 2011年に6連覇、2014年 - 2025年に12連覇を達成している。

## 企業スポーツ活動
- クインシーズ刈谷（女子バレーボール部、SVリーグ所属）
- トヨタ車体BRAVE KINGS（男子ハンドボール部、日本ハンドボールリーグ所属）

## 関連文献
- 『トヨタ車体20年史』 トヨタ車体株式会社、1965年
- 『トヨタ車体30年史』 トヨタ車体株式会社、1975年
- 『トヨタ車体40年史』 トヨタ車体株式会社、1985年
- 『モノづくりの真髄を求めて　-トヨタ車体50年史-』 トヨタ車体株式会社、1996年[14]